# International Skat Players Association
Die International Skat Players Association (ISPA) ist die internationale Dachorganisation aller organisierten Skatspieler. Die ISPA wurde 1976 durch Peter Brand und Martha Prickartz in Aachen gegründet.
Sie trat zunächst in Konkurrenz zum weltgrößten nationalen Skatverband, dem Deutschen Skatverband (DSkV) und propagierte abweichende Spielregeln. Gegen Ende der 1990er Jahre führten Gespräche zwischen Spitzenfunktionären zur Annäherung und Einigung der beiden großen Verbände. Das Verbot der Doppelmitgliedschaft wurde aufgehoben und eine seitdem weltweit gültige, einheitliche Internationale Skatordnung (ISkO) beschlossen. In das Internationale Skatgericht entsendet der ISPA zwei Regelbeauftragte.
Die ISPA-World gliedert sich in nationale Sektionen mit regionalen Gruppen und weiteren Untergliederungen bis hin zu den Vereinen. Sie betreibt einen eigenen Ligaspielbetrieb sowie Pokal- und Meisterschaftswettkämpfe. Schwerpunkt sind die offenen Welt- und Europameisterschaften, die seit 1978/1979 im jährlichen Wechsel an unterschiedlichen Ausrichtungsorten stattfinden. Darüber hinaus veranstaltet die ISPA seit 2011 ebenfalls im zweijährigen Rhythmus die Online-Skat-Weltmeisterschaften. Ferner ist die ISPA Herausgeber der einmal jährlich erscheinenden Zeitschrift Skatmagazin.
Die Untergliederung ISPA-Deutschland hat im Vergleich zum DSkV relativ wenige Mitglieder und ist unter anderem mitverantwortlich für die jährliche Ausrichtung der Deutschen Skatmeisterschaft. Dadurch kommt es zu Doppelveranstaltungen, da der DSkV ebenfalls Ausrichter von Deutschen Meisterschaften mit Einzel- und Mannschaftswertungen ist, sowie einen Bundes- und Regionalligabetrieb organisiert.